# Лінзенгеріхт
Лінзенгеріхт (нім. Linsengericht) — сільська громада в Німеччині, знаходиться в землі Гессен. Підпорядковується адміністративному округу Дармштадт. Входить до складу району Майн-Кінціг.
Площа — 29,82 км2. Населення становить 9886 ос. (станом на 31 грудня 2020).